# Дневник РТС-а
Дневник РТС-а је главна информативна емисија на Радио-телевизији Србије.

## Историјат
На РТС-у Телевизијски Дневник (интерно ТВД, популарно Дневник) се емитује од 23. августа 1958. године, чинећи тако и прву емисију емитовану на телевизији у Србији. Првобитно се Дневник емитовао у 20 сати, да би 1. октобра 1974. био премештен на термин од 19.30 („Предност новог времена ТВ Дневника је да радни свет види све важније емисије и да му још остане времена за спавање.”).

## Шпица
Крајем 70-их је уведена најпознатија шпица Дневника-такозвана „тачкаста планета”. Прва варијанта је коришћена између 1979. и 1992. године и имала је и ћириличну и латиничну варијанту (од 1979. до 1983. године се углавном користила ћирилична варијанта, од 1983. до 1987. године је углавном коришћена латинична варијанта, и од 1987. до 1992. године је опет коришћена углавном ћирилична варијанта). Изузетак су били недељни Дневници, који су емитовани за целу Југославију, те су користили латиничну варијанту (до 1990, од када сви центри самостално производе Дневнике за целу недељу, те је шпица постала стално ћирилична). Затим је обновљена, овај пут компјутерски. Ова, друга по реду варијанта „тачкасте планете” је злогласна јер се емитовала крајем 1990-их (од 1998. године), деценије који многи сматрају „мрачном”, првенствено због мандата Слободана Милошевића, бомбардовања и крвавих етничких ратова на подручју бивше СФРЈ. Шпица је замењена после 5. октобра 2000. године.
Нова, трећа варијанта „тачкасте планете”, такође компјутерски рађена, је уведена 5. маја 2010. године. За разлику од претходне две варијанте, које су биле јединствене за све Дневнике, трећа варијанта има више верзија, свака за различит Дневник.
- Јутарњи дневник- жута и зелена. Планета је бела, тачкице су жуте, осим оне која представља Београд, која је зелена.
- Дневник 1- црвена и плава. Планета је бела, тачкице су црвене, осим београдске, која је плава.
- Дневник 2- плава и црвена. Планета је бела, тачкице су плаве, осим београдске, која је црвена.
- Дневник 3- тамноплава и тамноцрвена. Планета је тамноплава, тачкице су беле, осим београдске, која је тамноцрвена.

Варијанта шпице за Дневник 3 највише подсећа на изворну „тачкасту планету” из 1979. године.
Од почетка 2020. године, сва три Дневника имају исту шпицу коју је до тада имао само Дневник 2.
Дана 29. јануара 2022. уведена је четврта варијанта "тачкасте шпице" уз прелазак редакције Дневника заједно са редакцијама емисије Ово је Србија, Културни дневник и Око у нови, модеран студио опремљен највећим видео бимом на целом Балкану, 8К камерама и технологијом проширене реалности.

## Дневник данас
Поред Дневника 2, који се емитује у 19:30, РТС производи и емитује још два издања: Дневник 1 у подне (суботом у 13 часова) и Дневник 3 у 23:00 (радним данима и недељом), док се у 17.00 реемитује Дневник ТВ Војводина. Такође, постоји и јутарње издање Дневника које се емитује у оквиру Јутарњег програма РТС-а (Јутарњи Дневник) у 08:00.

## Водитељи

### Дневник 2
- Ивона Пантелић
- Милица Недић
- Весна Радосављевић
- Иванка Ристовски
- Јасмина Панић

#### Бивши водитељи Дневника 2
- Наташа Лекић Јеремић
- Маја Жежељ
- Бранко Веселиновић
- Владимир Јелић
- Бранка Невистић
- Тијана Јевтић
- Дане Илић
- Катарина Андрић Милосављевић
- Душица Спасић
- Анета Михајловић
- Миран Ђевеница
- Љиљана Милановић
- Јасмина Веселиновић
- Јасмина Јанкичевић
- Саша Барбуловић
- Сузана Гвозденовић Пузовић
- Мира Колаковић
- Милорад Комраков
- Горан Маслар
- Лидија Радуловић
- Драгана Вукелић
- Александар Црквењаков
- Споменка Јовић
- Владимир Петровић
- Милан Радосављевић
- Станка Новковић Ђорђевић
- Данка Нововић
- Весна Илић
- Срђан Бошковић
- Вукашин Крстић
- Драгана Васиљевић
- Љиљана Јовановић
- Петар Лазовић

### Јутарњи дневник
- Анета Ковачић
- Марија Митровић - Јокић
- Миљана Лазић
- Весна Радосављевић
- Гордана Стијачић

#### Бивши водитељи Јутарњег дневника
- Нада Васиљевић Гогић
- Марија Савић Стаменић
- Весна Дамјанић Бранковић
- Срђан Предојевић
- Душица Спасић
- Борис Малековић
- Зорана Коршош Николић
- Наташа Ђулић Бановић
- Дане Илић
- Бранко Веселиновић
- Ивона Пантелић
- Миран Ђевеница
- Зоран Михајловић
- Славко Белеслин

### Културни дневник
- Андреа Обрадовић
- Драган Вучелић
- Маја Туцаковић
- Снежана Стаменковић Јојић
- Марија Миљевић Рајшић
- Владимир Петровић

#### Бивши водитељи Културног дневника
- Ивана Миленковић
- Ирина Ђорђић
- Лидија Кљаић
- Славица Обрадовић
- Оливера Милошевић
- Војка Пајкић Ђорђевић
- Сандра Перовић

### Водитељи осталих издања Дневника и Вести
- Анета Ковачић
- Марија Митровић - Јокић
- Весна Радосављевић
- Миљана Лазић
- Гордана Стијачић
- Јасмина Панић
- Ивона Пантелић
- Иванка Ристовски

#### Бивши водитељи осталих издања Дневника и Вести
- Игор Гојковић
- Вукашин Крстић
- Петра Цвијић
- Борис Малековић
- Миран Ђевеница
- Јелена Обућина
- Весна Дамјанић Бранковић
- Нада Васиљевић Гогић
- Зоран Михајловић
- Владимир Петровић
- Милош Раденковић
- Дане Илић
- Жељка Зебић
- Зорана Коршош Николић
- Милоје Орловић
- Душанка Калањ
- Ружица Врањковић
- Миодраг Попов
- Станислава Пак
- Петар Трајковић
- Иван Кривец
- Ненад Велимировић
- Љиљана Марковић
- Стака Новковић Ђорђевић
- Душица Спасић
- Катарина Андрић Милосављевић
- Весна Илић
- Јасмина Веселиновић
- Сузана Гвозденовић Пузовић
- Драгана Вукелић
- Милан Радосављевић
- Мира Колаковић
- Оља Мијовић
- Зоран Станојевић
- Милош Милић
- Владимир Јелић
- Марина Јунгић

### Водитељи Спорта
- Владимир Мијаљевић
- Милош Кривокапић
- Горан Степић
- Стефан Бендић
- Петар Денда
- Радослав Симић
- Тамара Ракић
- Тијана Јевтић
- Марија Катић - Андријашевић
- Марина Шистов Милићевић
- Предраг Страјнић
- Предраг Милинковић
- Ненад Ђуровић

#### Бивши водитељи Спорта
- Саша Микић
- Јован Мемедовић
- Милан Вуковић
- Зоран Марковић
- Светлана Даниловић
- Александар Стојановић
- Слободан Шаренац
- Огњен Вељић
- Милан Оклобџић
- Сања Вујисић
- Драгана Косјерина
- Звонко Михајловски

### Водитељи временске прогнозе
- Биљана Вранеш
- Ана Рељић Јововић
- Лидија Кљаић
- Јелена Николић
- Лидија Марковић
- Јована Збиљић

#### Бивши водитељи временске прогнозе
- Милош Урошевић
- Анђелка Симовић
- Сандра Давидовић - Станчевић
- Наташа Нешковић
- Милош Раденковић
- Гордана Стијачић
- Лидија Кастратовић
- Влада Булатовић
- Александра Ивановић
- Ана Стаменковић

## Уредници
Дневник 2 тренутно уређују Милица Недић, Мирјана Брајковић, Бојана Млађеновић и Душан Убовић.

## Емисије сличног карактера
На РТС-у постоји слична емисија на првом програму (раније на другом програму) у послеподневном термину која носи назив Ово је Србија, чији су водитељи  Зорана Коршош Николић и Драгана Анастасијевић.
Све српске телевизије са националном фреквенцијом имају свој дневник или емисију сличну овој. На Првој телевизији се од 31. децембра 2006. емитује емисија Вести. На B92 тv се од 6. октобра 2000. емитује емисије Вести. На Пинку од 26. септембра 2005. се емитује емисија која се зове Национални дневник. На Хепију се од 3. јула 2006. емитује емисија Телемастер. На првом програму РТВ се емитују емисије Дневник и Војвођански дневник које су сличне Дневнику РТС-а (једина је разлика у томе што се Војвођански дневник односи на Војводину, док се РТВ-ов Дневник и РТС-ова емисија односе на територију целе Србије). На београдској телевизији Студио Б емитује се емисија Вести.